# Menelaos från Alexandria

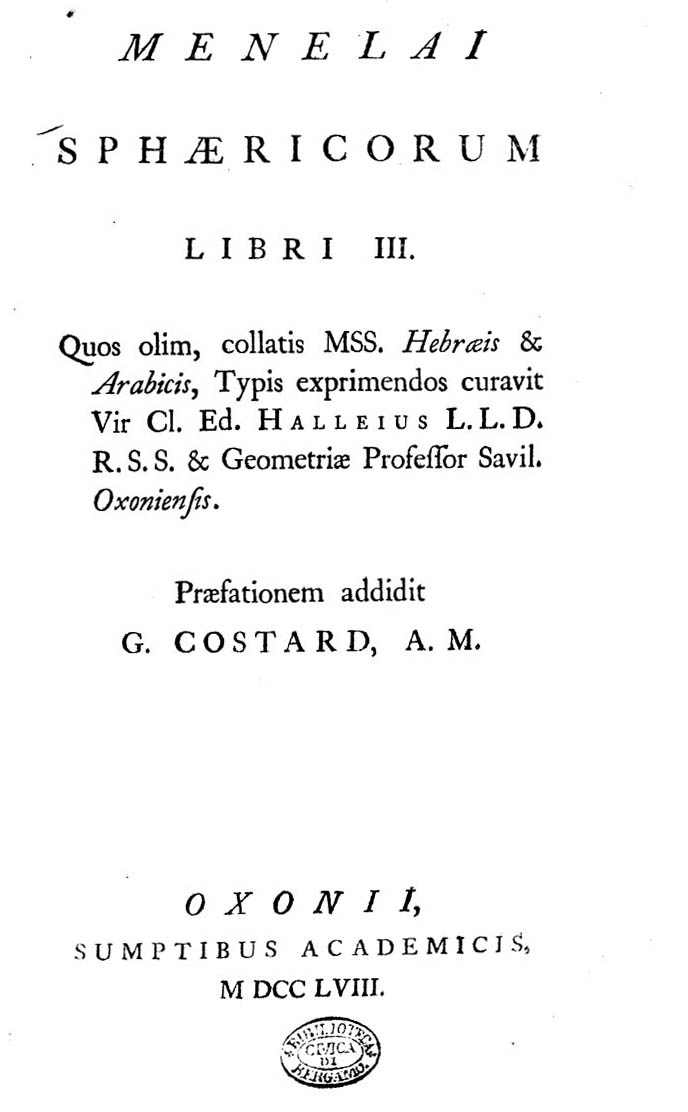
Titelsida till tredje delen av Sphaericorum, utgiven 1758.

Menelaos från Alexandria (grekiska: Μενέλαος ὁ Ἀλεξανδρεύς, Menelaos ho Alexandreus), var en grekisk astronom och matematiker. Han var verksam kring år 100 e. Kr. i Alexandria och Rom. Hans enda överlevande verk är Sphaericorum i tre böcker, i vilka sfärisk geometri beskrivs (liksom den efter honom uppkallade Menelaos sats).